# Oklahoma City Football Club
El Oklahoma City FC fue un equipo de fútbol de los Estados Unidos con sede en la ciudad de Oklahoma.

## Historia
El OKC FC fue un proyecto para tener un equipo de fútbol en la NASL para militar en la temporada de 2015 y también tener un club en la liga femenil. Nació en el año 2013 por un grupo de empresarios de Oklahoma City, creadores del Oklahoma Coty FC de la USL PDL.
En marzo del año 2014 su copropietario Tim McLaughlin compró el 50% de las acciones del Oklahoma City Energy FC de la USL Pro y en agosto del 2015, Bill Peterson, comisionado de la NASL, anunció que trasladaría la franquicia de Virginia a Oklahoma City, y se anunció que el equipo de España Rayo Vallecano estaba interesado en adquirir una franquicia en la NASL.
En noviembre de 2015 se anunció que el nuevo equipo en la NASL sería el Rayo Oklahoma City, el cual debutaría en la temporada 2016, el cual tiene al propietario del Rayo Vallecano del España Raúl Martín Presa, por lo que los colores y el emblema del club son similares al del club español, por lo que el OKC FC quedó desaparecido y su lugar fue ocupado por el Rayo Oklahoma City.